# Яковцы (Волынская область)
Яковцы (укр. Яківці) — село в Цуманской поселковой общине Луцкого района Волынской области Украины.
Код КОАТУУ — 0721881303. Население по переписи 2001 года составляет 248 человек. Почтовый индекс — 45235. Телефонный код — 3365. Занимает площадь 1,529 км².

## История
В 1946 году указом ПВС УССР хутор Якубчицы переименован в Яковцы.
До 2020 года входило в Киверцовский район.